# Hans Grohn

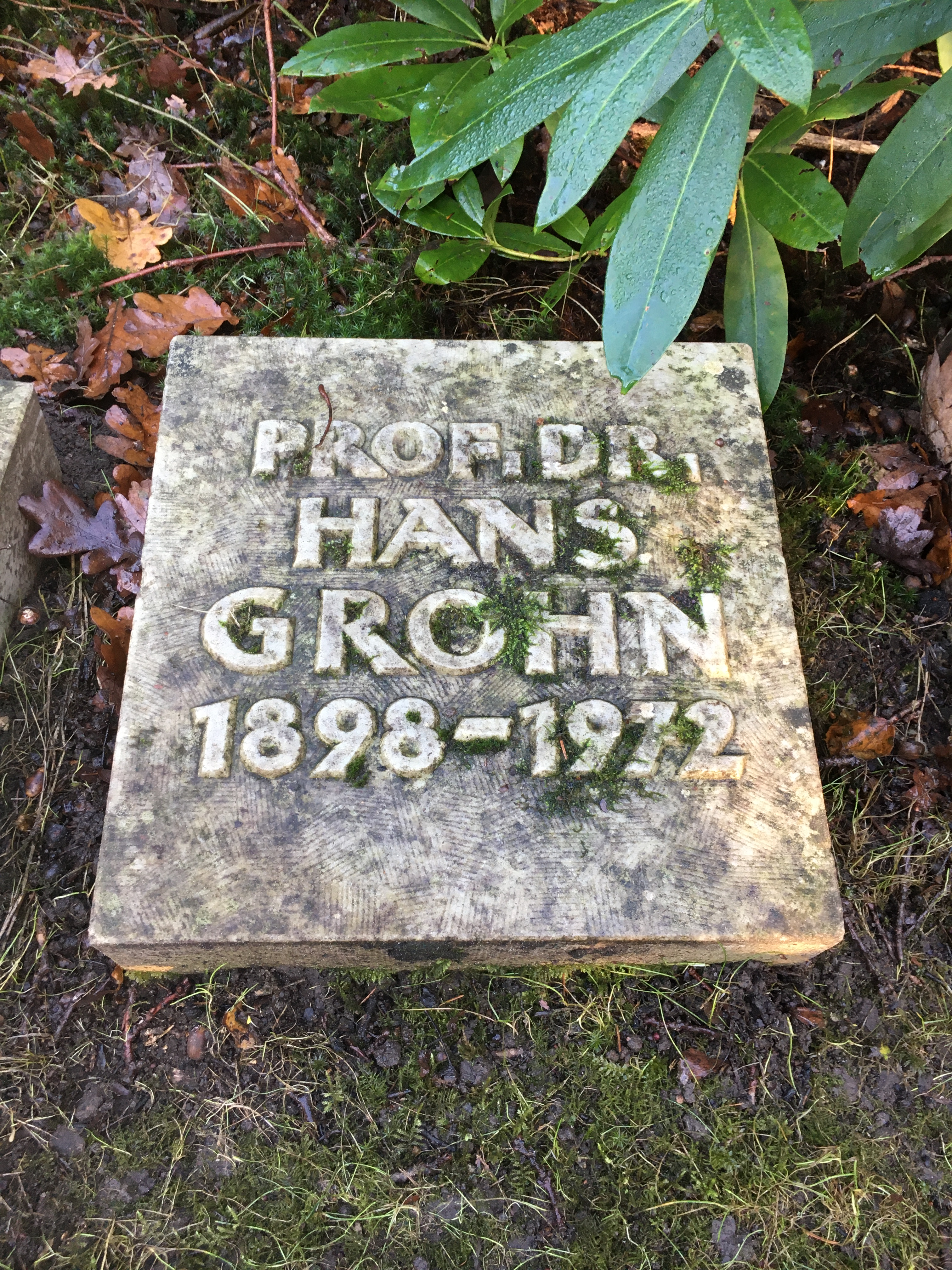
Grabstätte Hans Grohn auf dem Hamburger Friedhof Ohlsdorf im Planquadrat AB 22

Hans Otto Bernhard Grohn (* 28. Dezember 1898 in Stolp; † 24. April 1972 in Zeuthen) war ein deutscher Chemiker und Hochschullehrer.

## Leben
Hans Grohn promovierte im Jahr 1927 an der Berliner Friedrich-Wilhelms-Universität mit einer Arbeit „Über die Umwandlung der α-Bittersäure des Hopfens beim Kochen in wässrigen Lösungen“. Von 1950 bis 1958 war er Professor für Organische Chemie an der Brandenburgischen Landeshochschule bzw. ab 1951 Pädagogischen Hochschule Potsdam. Zum Wintersemester 1958/59 wurde er an die Fakultät für Stoffwirtschaft der Technischen Hochschule für Chemie Leuna-Merseburg berufen. Dort erhielt er einen Lehrstuhl für Chemische Technologie und wurde Direktor des neu gegründeten Instituts für Chemie und Technologie der Hochpolymere.
Grohns Sohn war der Kunsthistoriker Hans Werner Grohn (1929–2009).

## Auszeichnungen
- Vaterländischer Verdienstorden in Bronze[1]

## Schriften
- Über die Umwandlung der α-Bittersäure des Hopfens beim Kochen in wässrigen Lösungen, Berlin 1927.